# YouTube Premium
YouTube Premium (trước đây là Music Key và YouTube Red) là dịch vụ đăng ký được cung cấp bởi nền tảng video YouTube của Google. Dịch vụ này cung cấp quyền truy cập không có quảng cáo cho toàn bộ nội dung trên YouTube cũng như quyền truy cập vào các chương trình YouTube Originals cao cấp được sản xuất với sự hợp tác của các nhà sáng tạo, tải xuống video và phát lại video trong nền trên thiết bị di động cũng như quyền truy cập đầy đủ vào dịch vụ phát nhạc trực tuyến YouTube Music.
Dịch vụ ban đầu được ra mắt vào ngày 14 tháng 11 năm 2014, với tên Music Key, cung cấp tính năng phát trực tuyến video nhạc không kèm quảng cáo từ các hãng thu âm tham gia trên YouTube và Google Play Music. Dịch vụ này sau đó đã được sửa đổi và được khởi chạy lại dưới tên YouTube Red vào ngày 31 tháng 10 năm 2015, mở rộng phạm vi của nó để cung cấp quyền truy cập không có quảng cáo vào tất cả các video trên YouTube, không chỉ giới hạn âm nhạc.
YouTube đã công bố đổi tên dịch vụ thành YouTube Premium vào ngày 17 tháng 5 năm 2018, cùng với sự trở lại của dịch vụ đăng ký YouTube Music riêng biệt.

## Lịch sử

Logo của YouTube Red từ năm 2017 tới 2018.

Dịch vụ được ra mắt lần đầu tiên vào tháng 11 năm 2014 với tên Music Key, đóng vai trò là sự hợp tác giữa YouTube và Google Play Music, nhắm tới vượt qua chính dịch vụ đăng ký trước đó của YouTube. Music Key cho phép phát lại các video âm nhạc không quảng cáo trên YouTube từ các hãng thu âm tham gia, cũng như phát trong nền và phát trực tuyến các video âm nhạc trên các thiết bị di động trong ứng dụng YouTube. Dịch vụ cũng cho phép truy cập vào Google Play Music All Access, cho phép stream nhạc không quảng cáo. Cùng với Music Key, Google cũng tích hợp sâu hơn giữa các ứng dụng Play Music và YouTube, trong đó có chia sẻ các gợi ý bài hát, và truy cập các video âm nhạc trên YouTube ngay từ ứng dụng Play Music. Music Key không phải lần đầu xâm nhập mảng nội dung cao cấp của YouTube khi mà hãng đã ra mắt dịch vụ thuê phim vào năm 2010, cùng với các kênh đăng ký trả phí cao cấp vào năm 2013.
Trong thời gian thử nghiệm beta dành riêng cho những người dùng nhận được lời mời, Music Key nhận được ý kiến trái chiều do lượng nội dung cung cấp hạn chế; Robert Kyncl, giám đốc kinh doanh của YouTube, cho biết con gái ông không hiểu tại sao các video cho những bài hát từ phim Frozen lại không được dịch vụ coi là "âm nhạc", và do đó quảng cáo vẫn xuất hiện. Những lo ngại này cùng nhiều nguyên nhân khác đã dẫn tới sự làm mới ý tưởng Music Key để tạo ra YouTube Red; không giống Music Key, YouTube Red được thiết kế để cung cấp dịch vụ streaming không quảng cáo cho tất cả video, không bị giới hạn trong nội dung âm nhạc. Sự chuyển đổi này buộc YouTube phải xin phép ý kiến từ các nhà sáng tạo nội dung và các bên nắm giữ bản quyền nhằm cho phép nội dung của họ nằm trong dịch vụ miễn quảng cáo; với điều khoản hợp đồng mới, các đối tác sẽ nhận một phần trong tổng lợi nhuận từ các thuê bao đăng ký YouTube Red, tùy theo lượng người đăng ký xem nội dung của họ.
YouTube cũng muốn cạnh tranh với các trang như Hulu và Netflix bằng cách cung cấp các nội dung tự sản xuất trong dịch vụ đăng ký, tận dụng các nhân vật YouTube nổi bật cùng với các nhà sản xuất chuyên nghiệp. Robert Kyncl biết rằng trong khi nhiều nhân vật nổi bật trên YouTube đã xây dựng được lượng người theo dõi của mình và tạo ra các nội dung với "lượng ngân sách ít ỏi", ông thừa nhận rằng "để mở rộng quy mô, phải cần một kiểu kinh doanh khác, những kỹ năng khác" như kể chuyện và "chạy show". Nhân vật YouTube nổi tiếng PewDiePie, người đã tham gia vào một trong những dự án cho dịch vụ, giải thích rằng dịch vụ này là để bù vào phần lợi nhuận bị mất do sử dụng chặn quảng cáo.
YouTube Red được chính thức tiết lộ vào ngày 21 tháng 10 năm 2015. Vào ngày 18 tháng 5 năm 2016, YouTube Red và YouTube Music ra mắt tại Úc và New Zealand, hai quốc gia đầu tiên ngoài Hoa Kỳ được truy cập vào dịch vụ.
Vào ngày 3 tháng 8 năm 2016, hỗ trợ cho YouTube Red được bổ sung vào ứng dụng YouTube Kids.

### Đổi tên thành YouTube Premium
Vào ngày 17 tháng 5 năm 2018, YouTube công bố kế hoạch làm mới dịch vụ với cái tên mới YouTube Premium được chính thức áp dụng vào ngày 18 tháng 6 năm 2018. Kế hoạch làm mới này tới cùng với việc tái khởi động YouTube Music trở thành một dịch vụ đăng ký riêng chỉ tập trung vào âm nhạc (được đi kèm với dịch vụ YouTube Premium lớn hơn, và cũng được cung cấp cho các thuê bao đăng ký Google Play Music). YouTube cũng thông báo giá sử dụng dịch vụ sẽ tăng từ 9.99 USD (sẽ trở thành giá khởi đầu cho dịch vụ YouTube Music Premium) lên thành 11.99 USD một tháng cho người đăng ký mới. Cùng với kế hoạch làm mới, vào năm 2019, dịch vụ đã được mở rộng sang tổng cộng 64 quốc gia và sẽ tiếp tục mở rộng trong tương lai.

## Tính năng
Đăng ký YouTube Premium cho phép người dùng xem các video trên YouTube mà không có quảng cáo trên khắp trang web và ứng dụng di động của hãng, bao gồm cả các ứng dụng YouTube Music, YouTube Gaming, và YouTube Kids. Thông qua các ứng dụng, người dùng có thể lưu các video vào thiết bị của họ để xem ngoại tuyến, phát video trong nền, và bật chế độ picture-in-picture trên Android Oreo. YouTube Premium cũng cung cấp các nội dung tự sản xuất độc quyền cho người đăng ký, được sản xuất và phát hành bởi những nhà sáng tạo nội dung lớn nhất trên YouTube. Dịch vụ cũng cung cấp stream nhạc không quảng cáo thông qua YouTube Music Premium và Google Play Music.

### YouTube
• Video không quảng cáo: Xem hàng triệu video không bị quảng cáo chen ngang.
• Tải video xuống để xem khi không có mạng: Lưu video và danh sách phát vào các thiết bị di động để phát khi không có mạng
• Phát trong nền: Tiếp tục phát video khi sử dụng các ứng dụng khác hoặc khi tắt màn hình

### YouTube Music
• Dễ dàng khám phá thế giới âm nhạc bằng ứng dụng YouTube Music mới, cải tiến
• Nhạc không có quảng cáo: Nghe hàng triệu bài hát mà không bị quảng cáo chen ngang
• Tải nhạc xuống để nghe khi không có mạng: Lưu nhạc và danh sách phát vào ứng dụng YouTube Music để nghe khi không có mạng
• Phát trong nền: Tiếp tục phát nhạc khi sử dụng các ứng dụng khác hoặc khi tắt màn hình

### YouTube Kids
• Phát video không có quảng cáo và khi không có mạng trong ứng dụng YouTube Kids

## Nội dung
YouTube Premium cung cấp các bộ phim và series được sản xuất hợp tác cùng với các hãng sản xuất chuyên nghiệp và các nhân vật YouTube.
Với các series nhiều tập, tập đầu tiên của một series YouTube Premium có thể được xem miễn phí. Tại một số quốc gia chưa hỗ trợ dịch vụ, các tập riêng lẻ có thể được mua thông qua YouTube hoặc Google Play Movies & TV.
Vào ngày 28 tháng 2 năm 2017, YouTube ra mắt YouTube TV, một dịch vụ truyền hình trả phí hiện chỉ có ở Hoa Kỳ. Người đăng ký YouTube TV có quyền truy cập vào nội dung của YouTube Premium, nhưng các chương trình sẽ có quảng cáo khi xem trừ khi đăng ký YouTube Premium.